# شهرستان بوتوشانی
شهرستان بوتوشانی (به لاتین: Botoșani County) یک județ در رومانی است که در رومانی واقع شده‌است.

## خصوصیات
شهرستان بوتوشانی ۴٬۹۸۶ کیلومترمربع مساحت و ۴۱۲٬۶۲۶ نفر جمعیت دارد.